# Рібезалбес
Рібезалбес, Рібесальбес (валенс. Ribesalbes, ісп. Ribesalbes) — муніципалітет в Іспанії, у складі автономної спільноти Валенсія, у провінції Кастельйон. Населення — 1359 осіб (2010).

## Географія
Муніципалітет розташований на відстані близько 290 км на схід від Мадрида, 20 км на захід від міста Кастельйон-де-ла-Плана.

## Демографія
Динаміка населення (INE ):

## Галерея зображень

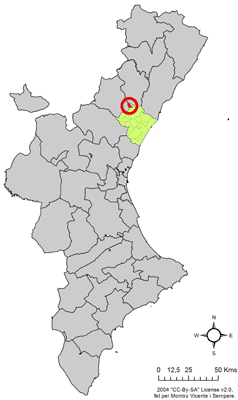
Розташування муніципалітету Рібезалбес у автономній спільноті Валенсія
Розташування муніципалітету Рібезалбес у комарці Плана-Баха
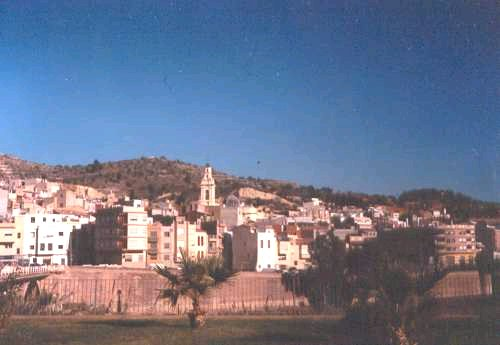
Панорама
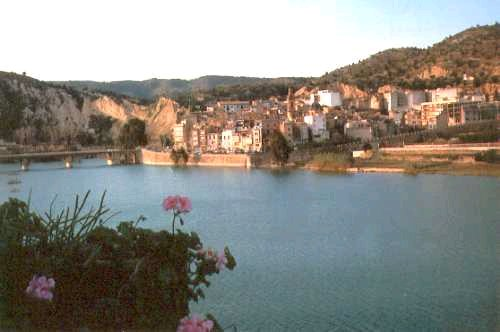
Водосховище Сіджар